# Privacy

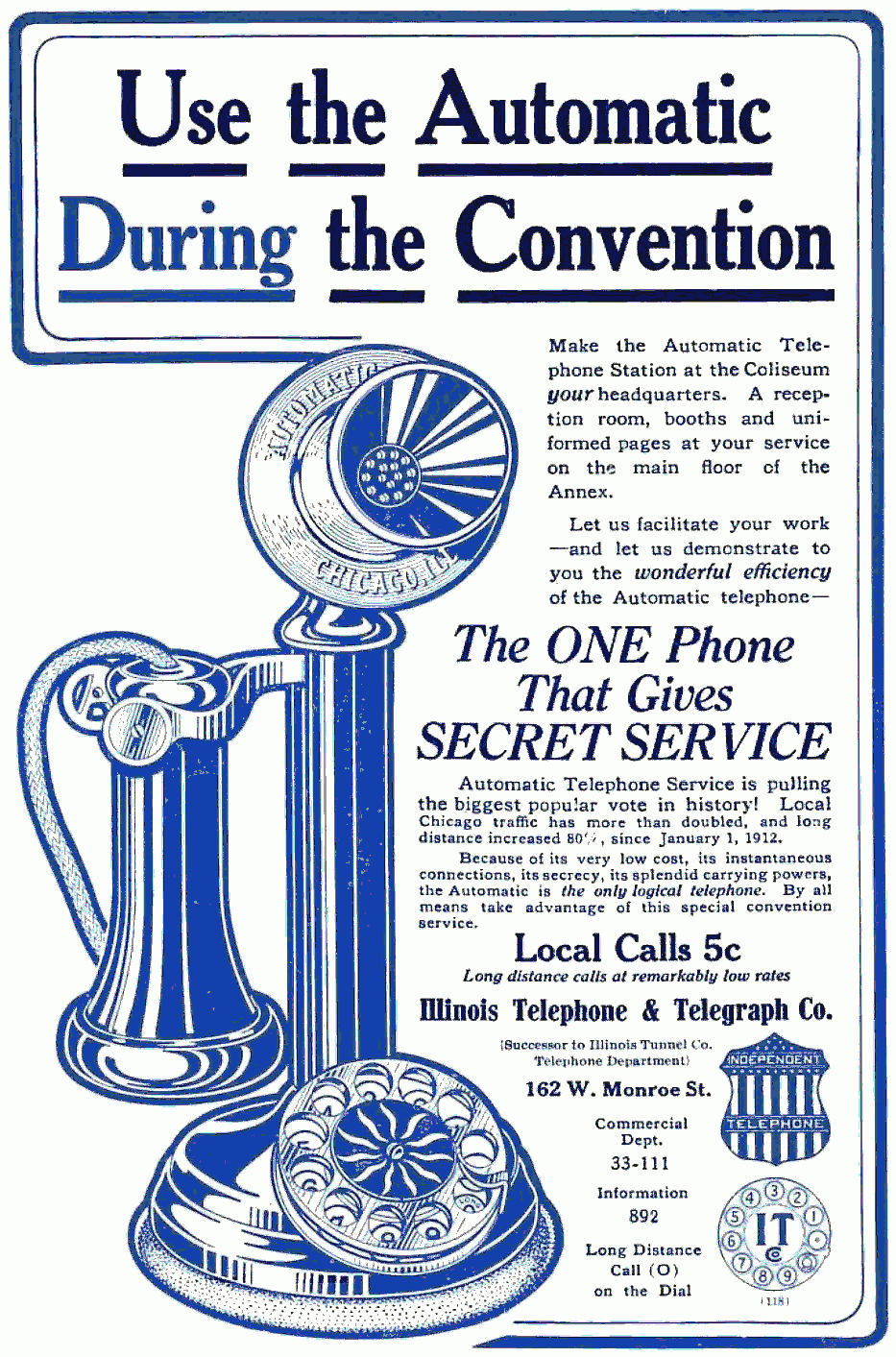
Een reclame voor een telefoondienst tijdens de republikeinse conventie in Chicago in 1912. Een van de verkoopargumenten was het privékarakter van het gesprek omdat de operatoren niet konden meeluisteren.

Privacy, persoonlijke levenssfeer, privésfeer of eigenruimte schermt personen of groepen af van bespieding en beïnvloeding. Privacy betekent dat iemand dingen kan doen zonder dat de buitenwereld daar weet van heeft, inbreuk op maakt, of invloed op heeft. De afscherming van beïnvloeding wordt ook omschreven als het recht om met rust gelaten te worden. Het is een universeel mensenrecht, een fundamentele vrijheid en een grondrecht.
Privacy gaat om de afscherming van persoonsgegevens, het eigen lichaam, de woning of leefruimte, familie- en gezinsleven. Privacy omvat ook het recht vertrouwelijk te communiceren, zoals via brief, telefoon, e-mail.

## Uitspraak
Het woord is aan het Engels ontleend en wordt in het Nederlands meestal uitgesproken als praaivesie (ˈpraɪvəsiː), onder invloed van de Amerikaans-Engelse variant. De Brits-Engelse uitspraak is privvesi (ˈprɪvəsɪ).
Oorspronkelijk stamt het woord voort uit het Latijnse "privatus", wat afgesneden of afgezonderd betekent.

## Historische wortels
Het recht op privacy wordt omschreven als het recht om met rust te worden gelaten. The right to be let alone werd voor het eerst door de Amerikaan Thomas Cooley omschreven in 1879. Cooley had het echter enkel over "the right to be let alone" in een verticale relatie (overheid-burger). Warren & Brandeis namen dit in 1890 over, maar stelden dat dit recht ook in horizontale relaties (tussen burgers onderling) geldt. Het is de eerste juridisch getinte definitie.
Het is niet toevallig dat het woord Engelse wortels heeft. Daar begon de industriële revolutie. Volgens Van Dale duikt het na 1950 op in het Nederlands. Gezien er voordien geen woord voor privacy bestond, is het te vermoeden dat het daarvoor in het Nederlandse taalgebied ofwel niet bestond of vanzelfsprekend was. De privacybehoefte gaat terug op de eed van Hippocrates, die geneesheren vertrouwelijk laat omgaan met hun patiënteninformatie. Toch was voor 1800 privacy nauwelijks voorhanden, waren er "geen geheimen" zoals Lea Dasberg het uitdrukt. De gedachte dat kinderen langzaam ingeleid moeten worden in het seksuele leven, bestond niet. "Behalve op het kasteel en vanaf het einde van de 17e eeuw in de huizen van de hoge burgerij, sliep kinderen en ouders in dezelfde ruimte. Aan nachtkleding bestond tot in de 17e eeuw vreemd genoeg alleen... de nachtmuts!" Badhuizen waren gemengd, bevallen gebeurde in aanwezigheid van kinderen, zuigelingen kregen in het openbaar de borst.
De industrialisatie en de verstedelijking zorgen in de 19e eeuw voor een nieuwe, anonieme levenswijze. Tegelijk zorgen de massamedia voor pikante details over bekende personen. Dit loopt, eerst in Amerika, na 1870 tot een formele definitie van het begrip en tot een wetgeving. Latere bepalingen verzekeren het recht op privacy van de burger ten opzichte van de overheid.

## Het belang van privacy
Gebrek aan privacy kan ernstige lichamelijke, materiële en immateriële schade tot gevolg hebben. Dit is de reden waarom we bijvoorbeeld onze huissleutels goed bewaren en onze PIN-codes geheim houden.
Privacy geeft mensen regie over hun gegevens en het gebruik ervan, en het voorkomt dat mensen benadeeld worden op basis van hun gegevens.
Privacy helpt discriminatie voorkomen. Persoonsgegevens willen we alleen binnen hun context gebruiken. We willen niet dat informatie uit de spreekkamer komt. Dit aspect wordt contextuele integriteit genoemd.
Privacy is belangrijk voor het behoud van de autonomie van personen en groepen. Het gaat er dan om dat we niet continu gevolgd en beïnvloed worden.
Het recht op privacy is een vereiste voor het kunnen uitoefenen van diverse andere vrijheden, zoals de vrijheid van meningsuiting en vrije pers. Privacy vormt de basis van onze democratische rechtsstaat. Privacy een voorwaarde om vrij te zijn in wie je bent en wat je doet.
Filosofen als Michel Foucault wijzen op het "panoptische effect", waarbij mensen hun gedrag aanpassen aan een impliciete maatschappelijke norm. Het populaire argument ik heb niets te verbergen schiet tekort in die informatiemaatschappij, omdat de burger meestal niet eens meer precies kan achterhalen welke persoonsgegevens over hem waar zijn opgeslagen en door wie die met (maar meestal zonder) zijn toestemming worden gebruikt.

## Ethiek
Privacy is onderdeel van ethische kwesties. Er bestaat een spanning tussen privacy en andere belangen, zoals strafvordering en bestrijding van ongewenst gedrag. Zo zorgden de wetten in het kader van de strijd tegen terrorisme (zoals de Amerikaanse Patriot Act) voor beroering omdat ze de privacy van burgers aantastten. Voorstanders beweren dat het privacyverlies niet opweegt tegen de voordelen, zoals een bestrijding van terrorisme. Een andere kwestie betreft personalisatie van computers. Wederom is de vraag of de dataopslag opweegt tegen de voordelen van de op de gebruiker afgestemde computerfunctionaliteit.
Ethiek bindt formeel niet, wetgeving wel. Rechtsnormen zijn echter mede gebaseerd op ethische overwegingen. Ethiek kan verder gaan dan wetgeving: wat onfatsoenlijk en/of immoreel is, is niet per definitie ook onrechtmatig.

## Wetgeving
Het recht op privacy wordt in verschillende internationale verdragen gegarandeerd. Een groot deel van de specifieke en recente regelgeving betreft echter vooral de verwerking van persoonsgegevens, hetgeen slechts een onderdeel vormt van het ruimere begrip privacy, of persoonlijke levenssfeer.p.51

### Verenigde Naties
In artikel 17 van het VN-Internationaal verdrag inzake burgerrechten en politieke rechten uit 1966 staat:
1. Niemand mag worden onderworpen aan willekeurige of onwettige inmenging in zijn privéleven, zijn gezinsleven, zijn huis en zijn briefwisseling, noch aan onwettige aantasting van zijn eer en goede naam.
2. Een ieder heeft recht op bescherming door de wet tegen zodanige inmenging of aantasting.

In juli 2015 stelde de Mensenrechtenraad van de Verenigde Naties haar eerste speciale rapporteur voor privacy aan: prof. Joseph Cannataci uit Malta kreeg een mandaat voor drie jaar. Vanaf 2016 volgden rapporten aan de Mensenrechtenraad, en de Algemene Vergadering van de VN, waarin onder meer wordt ingegaan op de rechten van arrestanten met smartphones, en de zorgwekkende tendens om in nieuwe wetgeving de mogelijkheden tot surveillance van de overheid uit te breiden.

### Raad van Europa

#### Europees Verdrag voor de Rechten van de Mens
Ook artikel 8 van het Europees Verdrag voor de Rechten van de Mens garandeert deze rechten. Burgers van Europese landen die partij zijn bij het verdrag kunnen zich bij de rechter op dit verdrag beroepen. Het recht op privacy is niet absoluut; beperkingen op dit recht zijn ingevolge lid 2 van artikel 8 EVRM mogelijk. De manier waarop het verdrag wordt toegepast, verschilt wel. In Nederland heeft dit verdrag voorrang op nationale wetgeving. Hierbij moet worden opgemerkt dat de Nederlandse rechter een verdragsbepaling met voorrang toepast (hij zet de nationale bepaling dus 'opzij'), als de bepaling 'een ieder verbindende bepaling' is (artikel 93 en 94 Grondwet). In Duitsland heeft het EVRM geen voorrang, maar eenzelfde positie als andere wetten. Dit vloeit voort uit het dualistisch systeem dat Duitsland kent. Daar staat tegenover dat voor Nederland het EVRM belangrijk is in die zin dat formele wetten (wetten afkomstig van regering en Staten-Generaal gezamenlijk) wel aan het verdrag getoetst kunnen worden, terwijl formele wetten niet aan de Grondwet getoetst kunnen worden. In Duitsland kunnen wetten wel aan de Grondwet getoetst worden door het Constitutioneel Hof.

#### Het Verdrag van 1981
Concrete regels voor de bescherming van persoonsgegevens werden opgenomen in het Verdrag tot bescherming van persoonsgegevens van de Raad van Europa uit 1981 (Convention for the Protection of Individuals with regard to Automatic Processing of Personal Data), met aanvullend protocol in 2001.

### Organisatie voor Economische Samenwerking en Ontwikkeling (OESO)
Ook binnen de Organisatie voor Economische Samenwerking en Ontwikkeling (OESO) werd begin de jaren ‘80 aandacht besteed aan de gevaren voor de persoonlijke levenssfeer en de individuele grondrechten die inherent zijn aan het gebruik van persoonsgegevens.p.46 De besprekingen leidden in 1980 tot een aanbeveling, de Guidelines, die in 2013 werden herzien en steunen op volgende principes:
- Collection Limitation Principle
- Data Quality Principle
- Purpose Specification Principle
- Use Limitation Principle
- Security Safeguards Principle
- Openness Principle
- Individual Participation Principle
- Accountability Principle

### Europese Unie
De regels van het Verdrag van de Raad van Europa uit 1981 en de aanbevelingen van de OESO-Guidelines werden overgenomen in de Databeschermingsrichtlijn (Richtlijn 95/46/EG) van de Europese Unie, en later omgezet in nationale wetgeving. Sinds 25 mei 2016 geldt in de Europese economische ruimte (EER) de Algemene Verordening Gegevensbescherming (AVG), en sinds 25 mei 2018 kunnen overtredingen beboet worden. De AVG zou nog aangevuld worden met een meer specifieke E-privacyverordening, maar het is onzeker wanneer. De Europese lidstaten hebben daarnaast hun eigen wetgeving, althans implementatiewetten, en kunnen bovenop de AVG mogelijk striktere bescherming regelen op specifieke gebieden.
Voorts waarborgt artikel 7 van het Handvest van de grondrechten van de Europese Unie het recht op de eerbiediging van het privéleven en van het familie- en gezinsleven. Het artikel luidt als volgt:
"Eenieder heeft recht op eerbiediging van zijn privéleven, zijn familie- en gezinsleven, zijn woning en zijn communicatie.".

#### EU-VS-privacyschild
Het EU-VS-privacyschild is een overeenkomst over de bescherming van persoonsgegevens van EU-burgers die in de VS worden verwerkt. Op 16 juli 2020 heeft het Europees Hof van Justitie deze overeenkomst ongeldig verklaard.

### Nederland
In Nederland is het recht op privacy vastgelegd in de artikelen 10 tot en met 13 van de Nederlandse Grondwet. Een onderdeel van privacy, de verwerking van persoonsgegevens, wordt sinds 1 september 2001 nader geregeld in de Wet bescherming persoonsgegevens (Wbp). Voordien werd dit in de Wet persoonsregistraties (Wpr) geregeld. De Wbp is inmiddels vervallen. Thans geldt de AVG en de daarop gebaseerde Uitvoeringswet AVG. Naast de AVG regelen onder meer de Wet bescherming persoonsgegevens BES, de Wet basisadministraties persoonsgegevens BES en de Wet Politiegegevens de bescherming van persoonsgegevens. De organisatie die zich met de privacy van de Nederlandse burger bezighoudt en erop toeziet dat de toepasselijke wet- en regelgeving wordt nageleefd, is de Autoriteit Persoonsgegevens. Verder zijn onder meer de volgende private organisaties actief: Bits of Freedom (privacy op het internet) en Buro Jansen & Janssen.

### België
Artikel 22 van de Belgische Grondwet waarborgt de 'eerbiediging van privé-leven en gezinsleven'. De materie wordt verder geregeld door de wet van 8 december 1992 en uitvoeringsbesluiten. De wet werd deels (hoofdstukken VII en VIIbis) opgeheven door de wet van 3 december 2017. Verantwoordelijk voor de controle is een onafhankelijk overheidsorgaan, voorheen de Commissie voor de bescherming van de persoonlijke levenssfeer (CBPL), sedert 25 mei 2018 de Gegevensbeschermingsautoriteit. Naast controle neemt de overheid ook initiatieven tot informatieverstrekking, waarvan de belangrijkste de website 'ik beslis' is, specifiek gericht op jongeren, hun ouders en de onderwijswereld.
Binnen Vlaanderen wordt de materie verder geregeld in het eGovernmentdecreet van 18 juli 2008. Het decreet regelt de uitwisseling van persoonsgegevens tussen overheidsinstanties. Er wordt voorzien in een Toezichtcommissie en een veiligheidsconsulent per overheidsinstantie. Met het decreet van 13 juli 2012 wordt een Vlaamse Dienstenintegrator opgericht om de gegevensuitwisseling tussen instanties te vereenvoudigen en te optimaliseren.

### Frankrijk
Artikel 9 van de Franse Code Civil bepaalt een algemene bescherming van het privéleven, hetgeen ontbreekt in Belgische wetgeving. Deze bepaling vindt analoge toepassing aan art. 1382 van het Belgisch Burgerlijk Wetboek.
Artikel 9, eerste lid van de Franse code Civil luidt als volgt:
"Chacun a droit au respect de sa vie privée." (eenieder heeft recht op eerbiediging van zijn privéleven).

### Duitsland
In Duitsland valt het recht op de bescherming van het privéleven o.a. onder § 823 van het Bürgerliches Gesetzbuch (Duits burgerlijk wetboek).

## Privacy versus veiligheid
Privacy en veiligheid worden door veel mensen, onder andere bij overheden en in de politiek, voorgesteld als aan elkaar tegengestelde waarden. Anderen benadrukken juist dat het voor de veiligheid en het goed functioneren van een democratie nodig is dat mensen zich onbespied voelen. Burgers moeten zich vrij kunnen bewegen en in vrijheid hun gedachten en meningen kunnen uiten aan wie zij daar zelf voor kiezen, zonder dat dit tegen ze kan worden gebruikt.
Het toenemend aantal wetten en regels als gevolg van (onder meer) terrorismebestrijding leidt tot een toenemend aantal maatregelen die strijdig lijken met het privacybeginsel. Ook de grote toename van de hoeveelheid persoonsgegevens die op het internet beschikbaar is, zet de privacy onder druk. De verleiding om deze gegevens te gebruiken voor andere doelen dan waarvoor ze bedoeld zijn, is groot. Dat geldt voor bedrijven en overheden, maar ook voor criminelen. Het steeds verder verzamelen van gegevens leidt tot een profiel voor elke burger. Op basis van dit profiel worden beslissingen genomen over die burger, ook zonder dat hij of zij dat weet. De overheid en haar diensten kunnen fouten maken of info niet goed beveiligen. Hierdoor neemt de privacy af.
Het bestrijden van terrorisme kan daarentegen ook worden gezien als een onderdeel van het beschermen van de persoonlijke levenssfeer; dan vergroten de veiligheidsmaatregelen juist de privacy.

## Privacy op het internet
De 'informationele privacy' heeft het op internet hard te verduren en kan in gedrang komen na het publiceren van een tekst, het sturen van een bericht of het invullen van een formulier. Zelfs het bezoeken van een website verraadt al een hoop over de bezoeker, bedrijven als Google, Facebook en Twitter leiden uit bezoekersgedrag zelfs gegevens af die de bezoekers ze niet vertellen. Men slaagt erin om zo een profiel te maken van de persoon en diens levensstijl om dat zo te gebruiken voor gepersonaliseerd adverteren, het aanpassen van prijzen, het uitnodigen voor sollicitatiegesprekken, de toelating tot scholen, enzovoorts. Zo wordt in scholen in Dordrecht met algoritmes gekeken welke studenten mogelijk spijbelgedrag gaan vertonen, en krijgen die extra aandacht.
Met het project “The Follower” toonde etisch hacker Dries Depoorter in september 2022 aan hoe publieke Instagram-foto's van onbekenden tot stand kwamen, op basis van openbaar toegankelijke camerabeelden en open data.

## Cultuur
De zoektocht naar privacy, het gebrek eraan en de gevolgen daarvan zijn terugkerende thema's in de kunst.

### Film
Sneakers is een film van Phil Alden Robinson uit 1992 met Ben Kingsley en Sidney Poitier die als een groep hackers de grenzen opzoeken van de beveiliging van computergegevens. Een sneaker is een computerkraker. Teamleider Robert Redford leeft al jaren onder pseudoniem en zoekt een waarborg voor zijn anonimiteit.